# خطوط هاب
خطوط هاب (بالإنجليزية: Haab's striae)‏ أو مزقات دسميه (بالإنجليزية: Descemet's tears)‏ هيَ فواصل أفقية على غشاء دسميه مُرتبطة بالزرق الخلقي. تمت تسمية هذه الخُطوط نسبةً إلى طبيب العيون السويسري أوتو هاب.